# Al-Maghtas
Al-Maghtas (en árabe: المغطس‎), que significa «bautismo» o «inmersión» en árabe, es un yacimiento arqueológico del  patrimonio mundial en Jordania en la orilla este del río Jordán, oficialmente conocido como «Betania más allá del Jordán (Al-Maghtas)» (en inglés: Bethany beyond the Jordan). Se considera que fue la ubicación original del Bautismo de Jesús y el ministerio de Juan el Bautista y ha sido venerada como tal desde al menos el imperio bizantino.
Al-Maghtas incluye dos áreas arqueológicas principales. Los restos de un monasterio en un montículo conocido como Jabal Mar-Elias y un área cercana al río con restos de iglesias, estanques de bautismo y casas de peregrinos y ermitaños. Las dos áreas están conectadas por una corriente llamada Wadi Kharrar.
La ubicación estratégica entre Jerusalén y el Camino de los Reyes ya es evidente en el informe del Libro de Josué sobre los israelitas que cruzaban el Jordán allí. Jabal Mar-Elias es tradicionalmente identificado como el lugar de la ascensión del profeta Elías al cielo. El área completa fue abandonada después de la Guerra de los Seis Días de 1967, cuando ambas orillas del Jordán pasaron a formar parte de la primera línea. El área fue muy explotada entonces.
Después de la firma del tratado de paz entre Israel y Jordania en 1994, la retirada de la zona tuvo lugar después de una iniciativa de la realeza jordana. En el sitio se han realizado varias excavaciones arqueológicas, 4 visitas papales, visitas estatales y atrae a turistas y actividades de peregrinación.  En el 2015, el sitio fue designado como Patrimonio de la Humanidad por la UNESCO, excluyendo el lado oeste del río. Aproximadamente 81,000 personas lo visitaron en 2016, en su mayoría turistas europeos, estadounidenses y árabes. Miles de personas acuden al sitio el 6 de enero para celebrar la Epifanía.